# Bruggen (Fraktion, Gemeinde St. Veit in Defereggen)
Bruggen ist eine der sechs Fraktionen der Gemeinde St. Veit in Defereggen im Bezirk Lienz (Osttirol). Die Fraktion besteht aus mehreren Rotten und Einzelsiedlungen.

## Geographie
Die Fraktion Bruggen ist die westlichste Fraktion des St. Veiter Gemeindegebiets. Sie umfasst die Tallagen des Defereggentals vom Eisbach bzw. Stemmeringer Almbach im Osten bis zur Gemeindegrenze mit St. Jakob in Defereggen im Westen. Am sonnenseitigen, nördlichen Ufer der Schwarzach bzw. entlang der Defereggentalstraße liegen der Einzelhof Mentler, die Rotte Mentlerboden, die Rotte Feld und die Rotte Bruggen (von Ost nach West). Am südlichen bzw. schattenseitigen Ufer der Schwarzach befinden sich von Ost nach West die Rotten Abersboden (Tönig), Schnall und Raut. Im Gegensatz zu den anderen St. Veiter Fraktionen verfügt Bruggen damit über einen nennenswerten, besiedelten schattenseitigen Teil.
Ebenfalls zu Bruggen gehören die Brugger Alm, die Leppetalalm, die Mooseralm und die Rogötzlalm.

## Geschichte
Auf dem Gebiet der Fraktion Bruggen lagen im Mittelalter die Schwaigen (Urhöfe) Oberbruggen, Unterbruggen, Feld und Im Bach. Von der Schwaige Feld aus entstanden zudem als Neurodungen die Rauten Raut, Oberwald, Unterwald, Schnall und Tönig. Als Grundherren der Schwaigen traten im Mittelalter das Amt Windisch Matrei, die Herren von Hebenstreit und Glurnhör und das Benefizium Erasmuskapelle in Taisten in Erscheinung.
Bruggen umfasste 1869 35 Häuser und 221 Einwohner, womit Bruggen die zweitgrößte Fraktion nach Görtschach war. Im Jahr 1890 umfasste die Rotte 37 Häuser und 161 Einwohner und war damit hinter Görtschach und Moos die drittgrößte Fraktion. 1910 waren es 166 Menschen und 52 Häuser.
1923 lebten in der nun bevölkerungsreichsten Fraktion von St. Veit 166 Menschen in 47 Häusern, 1951 waren es 167 Menschen in 52 Häusern, 1961 171 Menschen in 42 Häusern und 15 Almen. 1971 war die Bevölkerungszahl auf 156 Menschen in 47 Gebäuden und 15 Almgebäuden geschrumpft, 1981 lebten in Bruggen 184 Menschen in 40 bewohnten und 23 unbewohnten Gebäuden. 1991 lebten in der Fraktion 207 Menschen in 58 Haushalten, insgesamt gab es 74 Gebäude.
Zuletzt wurden für Bruggen 92 Gebäude, 109 Wohnungen und 83 Haushalte ausgewiesen, wobei der Ort 269 Menschen beherbergte. Es gab 11 Arbeitsstätten und 15 land- oder forstwirtschaftliche Betriebe.